# VAW-124
124ème Escadron de commandement et de contrôle aéroporté
Le Carrier Airborne Command and Control Squadron 124 (CARAEWRON ONE TWO FOUR ou VAW-124), connu sous le nom de "Bear Aces", est un escadron d'alerte avancée de l'US Navy et de commandement aéroporté  basé  à la Naval Air Station Norfolk en Virginie. Créé en 1967, il est équipé du E-2 Hawkeye et affecté actuellement au Carrier Air Wing Eight à bord du porte-avions nucléaire USS Gerald R. Ford (CVN-78).

## Historique

### Années 1960 et 1970

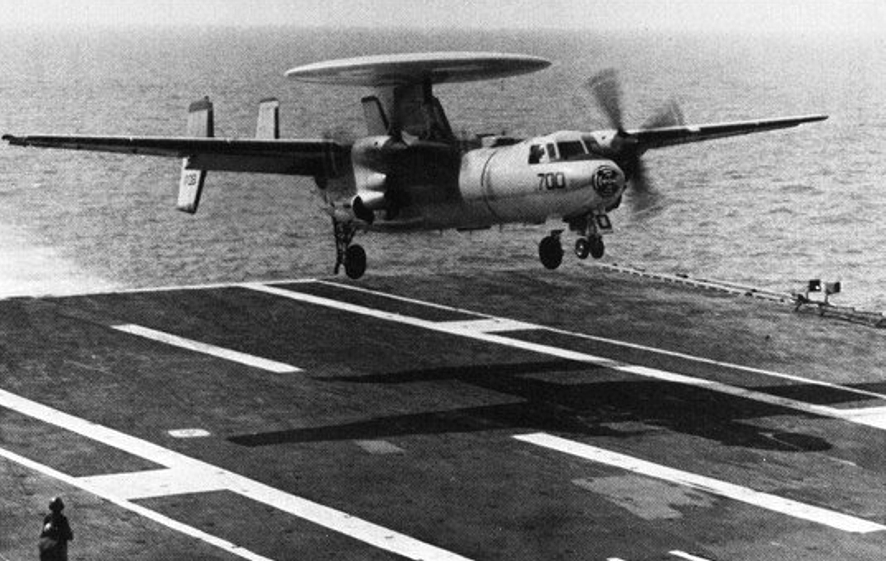
E-2B Hawkeye du VAW-124 atterrissant sur l'USS America en 1971

Le Carrier Airborne Early Warning Squadron 124 (VAW-124) a été mis en service le 1er septembre 1967 et surnommé les "Bullseye Hummers".
Durant cette période, le VAW-124 a effectué 9 déploiements :
- En 1968, l'escadron a été affecté au Carrier Air Wing Seven (CVW-7) et déployé à bord de l'USS Independence (CV-62) en mer Méditerranée.[2]
- En 1970, le VAW-124 s'est déployé  deux fois, avec le Carrier Air Wing Nine (CVW-9) à bord de l'USS America (CV-66), en mer des Caraïbes puis en Asie du Sud-Est.
- De 1971 à 1979, le VAW-124 s'est déployé quatre fois avec le Carrier Air Wing Eight (CVW-8)  et une fois avec le Carrier Air Wing Six (CVW-6) et le Carrier Air Wing Eleven (CVW-11) à bord de l'USS America, en mer Méditerranée et pour le Vietnam (1971).

### Années 1980
En décembre 1980, l'escadron a reçu des ordres de déploiement immédiat au NAS Keflavik, en Islande. À la suite de nombreuses interceptions dirigées par le VAW-124 d'avion de reconnaissance soviétique TU-95 "Bear", l'escadron a acquis le nouveau surnom "Bear Aces".
Lors de cette décennie, le VAW-124 effectue neufs déploiements au sein du CVW-8 sur trois porte-avions différents :
- 6 à bord de l'USS Nimitz (CVN-68) essentiellement en mer méditerranée
- 1 à bord de l'USS Carl Vinson (CVN-70) en 1982
- 2 à bord de l'USS Theodore Roosevelt (CVN-71) en Atlantique (1988) et Méditerranée (1989)

Le 19 août 1981, lors de l'incident de l'Incident du golfe de Syrte, des F-14 Tomcats sous le contrôle d'un VAW-124 ont intercepté et abattu deux avions de chasse libyens SU-22 "Fitter". En juin 1985, le VAW-124 a assuré le suivi du vol TWA 847 détourné alors qu'il sillonnait la Méditerranée.

### Années 1990
Lors de cette décennie, le VAW-124 effectue six déploiements avec le CVW-8 sur trois porte-avions différents :
- 1 à bord de l'USS Abraham Lincoln (CVN-72) de l'Atlantique au Pacifique par le Cap Horn (1990)
- 4 à bord de l'USS Theodore Roosevelt (CVN-71) en méditerranée (1991, 1993, 1995 et 1999)
- 1 à bord de l'USS John F. Kennedy (CV-67) en Méditerranée et golfe Persique (1997)

Le 21 janvier 1991, le CVW-8 a lancé sa première frappe majeure de l'Opération Bouclier du désert avec le VAW-124 assurant la coordination, le commandement et la recherche et sauvetage. Après avoir transité par le canal de Suez le 20 avril, l'USS Theodore Roosevelt a pris position au nord-est de Chypre entre la Turquie et la Syrie pour mener l'Opération Provide Comfort multinationale.
En avril 1999, le VAW-124 a effectué des missions de combat au cours de l'Opération Force alliée contre des cibles au Kosovo. En transit vers le golfe Persique, l'escadron a terminé le déploiement en imposant la zone d'exclusion aérienne au-dessus de l'Irak dans le cadre de l'Opération Southern Watch.

### Années 2000
Lors de cette décennie, le VAW-124 réalise quatre déploiements au sein du CVW-8 sur 2 porte-avions différents :
- 1 à bord de l'USS Enterprise (CVN-65) en Méditerranée  et mer d'Arabie (2001)
- 3 à bord de l'USS Theodore Roosevelt (CVN-71) en Méditerranée (2003, 2006 et 2009)

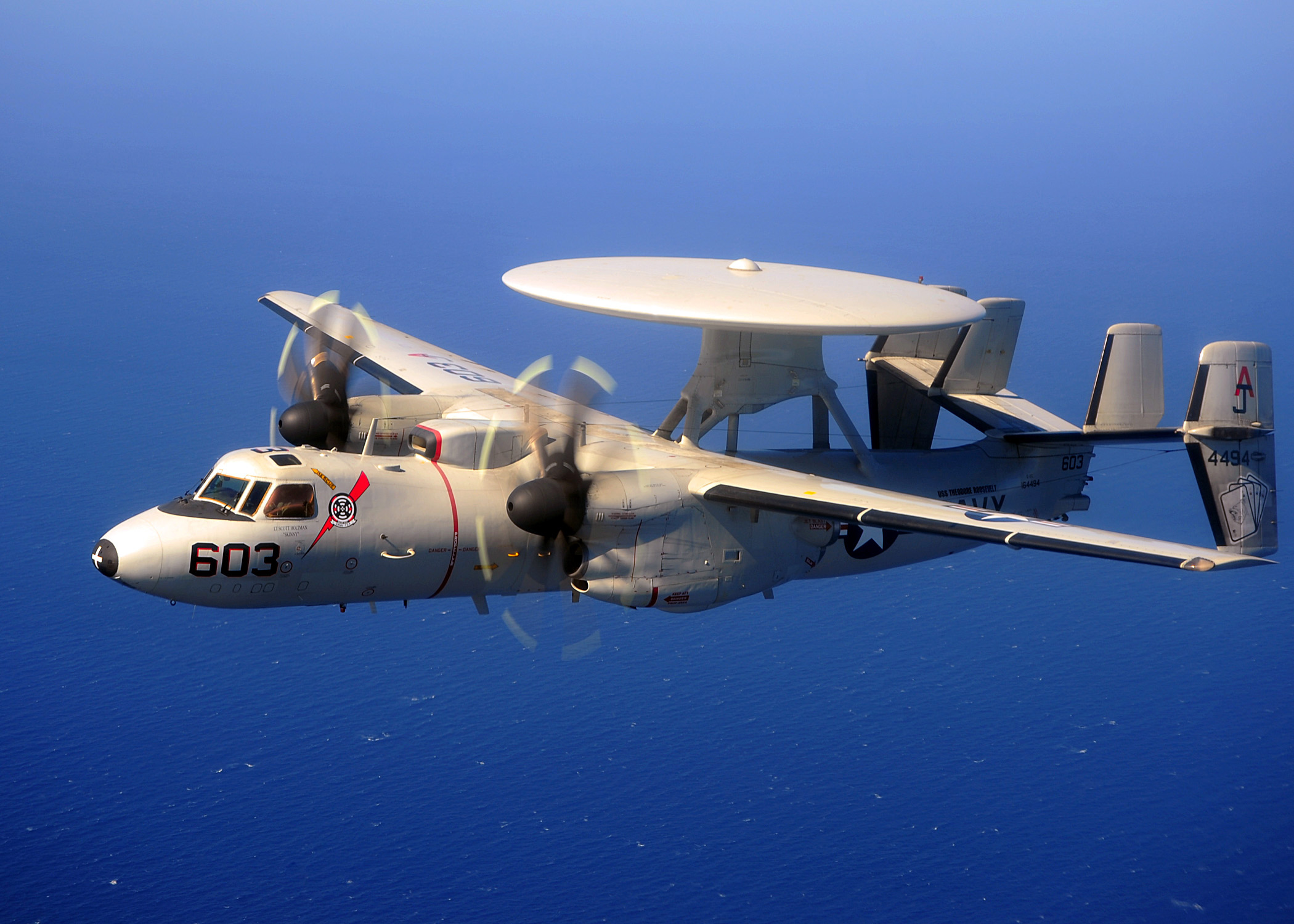
E-2C Hawkeye du VAW-124 survolant le golfe d'Oman, en 2009

En 2001, l'escadron  effectue des missions à l'appui de l'Opération Southern Watch au-dessus de l'Irak. En raison des attentats du 11 septembre, l'USS Enterprise se rend dans le nord de la mer d'Oman et le VAW-124 et le CVW-8 se préparent à la future Opération Enduring Freedom
En 2005, le VAW-124 vient soutenir latroisième Operation Sea Dragon (Vietnam War) (en) dans le golfe Persique. et en 2008, le VAW-124 revient soutenir l'Opération Enduring Freedom. L'escadron a également participé à l' Exercice Neon Falcon, un exercice d'entraînement militaire conjoint entre l'US Navy et la Force aérienne royale de Bahreïn et à l' Exercice Eastern Angler, un exercice d'entraînement militaire conjoint entre l'US Navy et la Force aérienne de l'Émir du Qatar.

### Années 2010
.

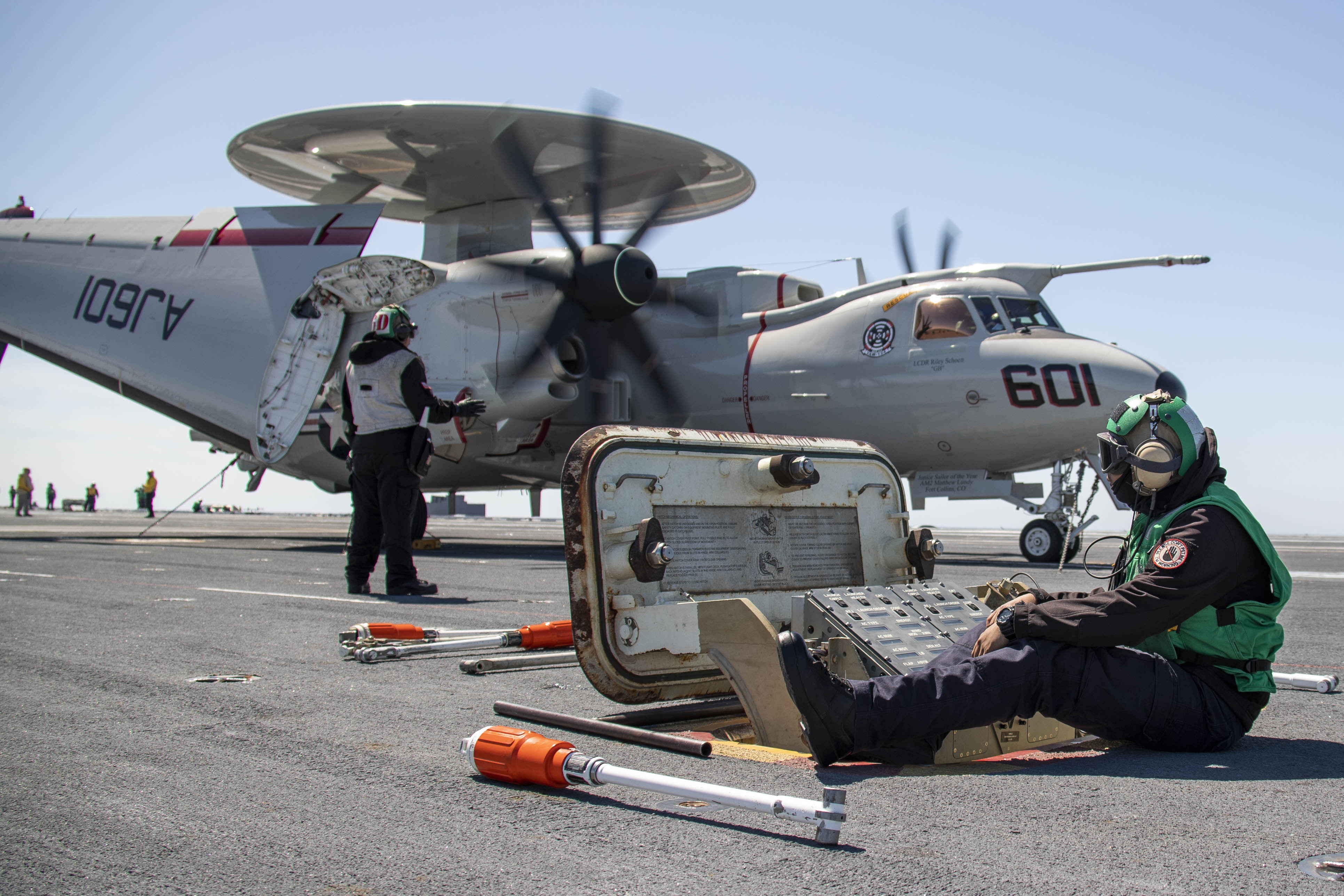
E-2D Hawkeye du VAW-124 sur l'USS Gerald R. Ford, avril 2022

Au cours de cette décennie, le VAW-123, au sein du CVW-8 effectue deux déploiements à bord de l'USS George H. W. Bush (CVN-77)
En 2011, l'escadron avec le Carrier Strike Group Two fournit un soutien à l' Exercice Saxon Warrior, à la Force opérationnelle interarmées dans la Corne de l'Afrique et aux opérations Enduring Freedom et New Dawn. En plus des opérations de combat, l'escadron a soutenu l' Exercice Nautical Artist en envoyant un détachement de son équipage en Arabie saoudite.
En 2014, l'escadron a soutenu l'Opération Enduring Freedom ainsi que l'Opération Inherent Resolve et a pris part aux frappes initiales contre l'Etat islamique. 
En 2021, le CVW-8 a été réaffecté à l'USS Gerald R. Ford (CVN-78). Tous les escadrons VAW ont été désignés Airborne Command & Control Squadron.